# Gérard Simon (directeur de la photographie)
Pour les articles homonymes, voir Simon et Gérard Simon.
Gérard Simon est un directeur de la photographie français.

## Filmographie

### Cinéma
- 1982 : Putain de sorcière de Gilbert Roussel
- 1984 : Le Verdict des Gitans de Gilbert Roussel
- 1988 : Sortis de route de Gilbert Roussel
- 1993 : Louis, enfant roi de Roger Planchon
- 1993 : Le Fils du requin d'Agnès Merlet
- 1996 : Des nouvelles du bon Dieu de Didier Le Pêcheur
- 1997 : Tenue correcte exigée de Philippe Lioret
- 1998 : Lautrec de Roger Planchon
- 2000 : Le roi danse de Gérard Corbiau
- 2000 : Épouse-moi de Harriet Marin
- 2002 : Monsieur Batignole de Gérard Jugnot
- 2003 : Fanfan la Tulipe de Gérard Krawczyk
- 2004 : CQ2 (Seek You Too) de Carole Laure
- 2004 : Qui perd gagne !  de Laurent Bénégui
- 2005 : Boudu de Gérard Jugnot
- 2007 : Le Renard et l'Enfant de Luc Jacquet
- 2009 : Rose et Noir de Gérard Jugnot
- 2009 : Loup de Nicolas Vanier
- 2010 : Les Émotifs anonymes de Jean-Pierre Améris
- 2012 : L'Homme qui rit de Jean-Pierre Améris

### Télévision
- 1987 : Sans contrefaçon... de Laurent Boutonnat (clip pour Mylène Farmer)

- 2006 : Vive la bombe ! de Jean-Pierre Sinapi
- 2007 : L'Affaire Ben Barka de Jean-Pierre Sinapi
- 2009 : La Maîtresse du président de Jean-Pierre Sinapi
- 2011 : Une vie française de Jean-Pierre Sinapi
- 2011 : La Joie de vivre de Jean-Pierre Améris

## Distinctions
Récompenses :
- Festival international du film des frères Manaki 1994 : Golden Camera 300 pour Louis, enfant roi
- Camerimage 2001 : Grenouille d'or pour Le roi danse

Nomination :
- Camerimage 1998 : Grenouille d'or pour Lautrec